# كريس نوكس
كريس نوكس (بالإنجليزية: Chris Knox)‏ هو رسام كارتون نيوزيلندي، ولد في 2 سبتمبر 1952 في إنفركارجل في نيوزيلندا.

## وصلات خارجية
- كريس نوكس على موقع ميوزك برينز (الإنجليزية)
- كريس نوكس على موقع ديسكوغز (الإنجليزية)